# نادي بنك بيروت الرياضي
نادي بنك بيروت الرياضي هو ناد لكرة الصالات اللبنانية، يلعب حاليًا في دوري كرة الصالات اللبناني، والراعي الرئيسي للفريق بنك بيروت.

## الإنجازات

### الدوري
- الدوري اللبناني لكرة الصالات
  - الفائز (5): 2013-2014، 2014-2015، 2016-2017، 2017-2018

### الكأس
- كأس لبنان لكرة الصالات
- الفائز (4): 2014-2015، 2015-2016، 2017-2018، 2018-2019.

### كأس السوبر
- الفائز (3): 2014، 2017، 2018.

### بطولة آسيا لكرة الصالات
- ربع النهائي (3): 2014، 2015، 2017.
- الميدالية البرونزية (1): 2018.

## اللاعبين الحاليين
ملاحظة: تشير الأعلام إلى المنتخب بحسب قواعد الأهلية المعتمدة من قبل الفيفا؛ تنطبق بعض الاستثناءات المحدودة. وقد يحمل اللاعبون أكثر من جنسية لا تعترف بها الفيفا.
| الرقم | البلد | المركز | اللاعب            |
| ----- | ----- | ------ | ----------------- |
| 1     | لبنان | حارس   | Hussein Hamandani |
| 2     | لبنان | حارس   | Karim Joueidi     |
| 3     | لبنان | مهاجم  | Ali Tneish        |
| 4     | لبنان | مدافع  | Ali EL Homsi      |
| 5     | لبنان | مهاجم  | Mehdi Koubeyssi   |
| 6     | لبنان | مدافع  | Abbas Awad        |
| 7     | لبنان | مهاجم  | Moustafa Serhan   |
| 8     | لبنان | مهاجم  | Steve Koukezian   |

| الرقم | البلد | المركز | اللاعب            |
| ----- | ----- | ------ | ----------------- |
| 9     | لبنان | مهاجم  | Mohamad Hammoud   |
| 10    | لبنان | مدافع  | Ahmad Khairedine  |
| 11    | صربيا | مهاجم  | Dragan Tomić      |
| 12    | لبنان | مدافع  | Karim Abou Zeid   |
| 13    | لبنان | حارس   | Mohamad Zreik     |
| 15    | صربيا | مدافع  | Slobodan Rajcevic |
| 22    | لبنان | حارس   | Tarek Taboush     |
| 23    | لبنان | مهاجم  | Christian Khoury  |

## رعاية
بنك بيروت هو الراعي الرئيسي للفريق.

## إدارة النادي
| موضع            | اسم                     |
| --------------- | ----------------------- |
| رئيس            | حكمت بيكاي              |
| نائب الرئيس     | هنري تابت               |
| نائب الرئيس     | محمد عبود               |
| مدير عام الفريق | جيلبرت دياب             |
| سكرتير          | جاد دعيبس               |
| أمين صندوق      | روجر داغر               |
| محاسب           | فادي باسيل              |
| عضو             | باسم أراسغلي            |
| عضو             | ربيع ياغي               |
| المدير الفني    | الكسندر ريكاردو دي سوزا |
| مدرب حافلة ركاب | حسن حمود                |
| مساعد مدرب      | جان كوتاني              |
| العلاج الطبيعي  | جوزيف بو يونس           |

## وصلات خارجية
- كرة الصالات لبنان مباراة فاصلة 13-14

| الإنجازات    | الإنجازات                                                                          | الإنجازات              |
| ------------ | ---------------------------------------------------------------------------------- | ---------------------- |
| الصدقة بيروت | رابطة كرة الصالات اللبنانية دوري كرة القدم الخماسية اللبناني 2013–14 (اللقب الأول) | نادي بنك بيروت الرياضي |